# Balinghem
Balinghem è un comune francese di 1 093 abitanti situato nel dipartimento del Passo di Calais nella regione dell'Alta Francia.

## Storia

### Simboli
La prima partizione riproduce il blasone della famiglia De Bryas (o De Brias).
La tenda ricorda l'incontro del Campo del Drappo d'Oro che ebbe luogo nel 1520 tra Francesco I di Francia ed Enrico VIII d'Inghilterra nel territorio del comune.

## Società

### Evoluzione demografica
Abitanti censiti